# Nadine Weratschnig
Nadine Weratschnig (Krumpendorf am Wörthersee, 18 de abril de 1998) es una deportista austríaca que compite en piragüismo en la modalidad de eslalon.
Ganó dos medallas de bronce en el Campeonato Mundial de Piragüismo en Eslalon, en los años 2015 y 2019, y una medalla de bronce en el Campeonato Europeo de Piragüismo en Eslalon de 2017.
Participó en los Juegos Olímpicos de Tokio 2020, ocupando el quinto lugar en la prueba de C1 individual.

## Palmarés internacional
| Campeonato Mundial | Campeonato Mundial    | Campeonato Mundial | Campeonato Mundial |
| Año                | Lugar                 | Medalla            | Competición        |
| ------------------ | --------------------- | ------------------ | ------------------ |
| 2015               | Londres (Reino Unido) | Medalla de bronce  | C1 por equipos     |
| 2019               | Seo de Urgel (España) | Medalla de bronce  | C1 individual      |
| Campeonato Europeo |                       |                    |                    |
| Año                | Lugar                 | Medalla            | Competición        |
| 2017               | Tacen (Eslovenia)     | Medalla de bronce  | C1 individual      |